# Nidderdale

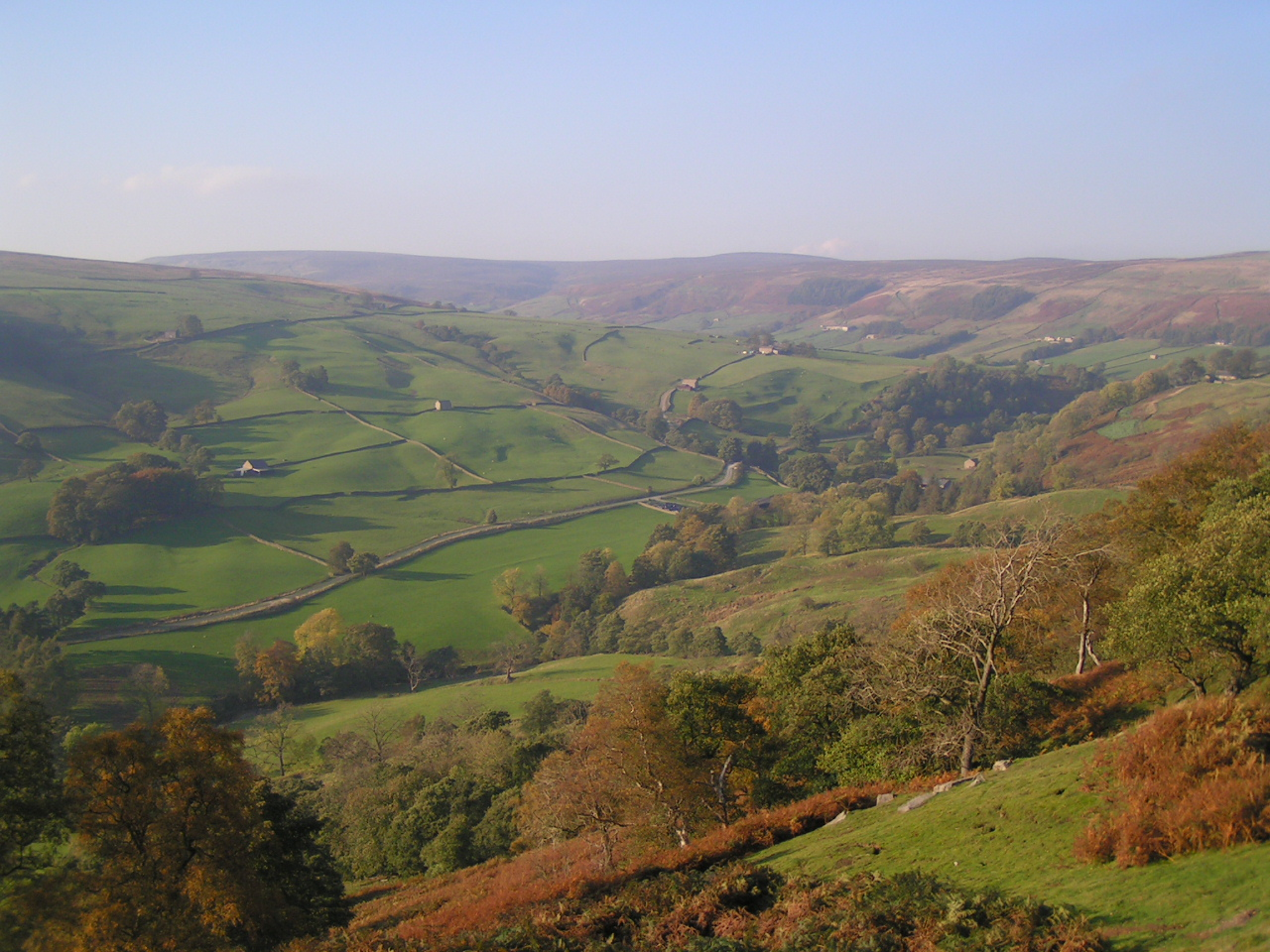
Upper Nidderdale

Nidderdale is een der Yorkshire Dales (valleien van Yorkshire) en een National Landscape in het Engelse Noord-Yorkshire. Het vormt de bovenvallei van de Nidd, die het dal zuidelijk bevloeit en er verschillende reservoirs vormt, zoals dat van Gouthwaite. Dan buigt zij naar het oosten en komt samen met de Ouse.